# Strada europea E07
La strada europea E07 è un asse viario misto di classe A intermedia Nord-Sud.
Collega la città francese di Pau a Saragozza (Spagna), passando attraverso i Pirenei attraverso il Tunnel Somport, mentre fino al 16 gennaio 2003 si utilizzava il Passo del Somport. 
Nel tratto spagnolo è ormai in gran parte completata l'autostrada A23 (Autovia Mudéjar) che collega Saragozza al Tunnel Somport sostituendo il tracciato lungo la strada nazionale 330.

## Percorso
| E07 PAU-SARAGOZZA  |           |                                                 |                  |
| Stato              | Tipologia | Tratto                                          | Interconnessioni |
| Francia (bandiera) | N 134     | Pau-confine di Stato presso il Tunnel Somport   | E80              |
| Spagna (bandiera)  | N-330     | Confine di Stato presso il Tunnel Somport-Nueno |                  |
| Spagna (bandiera)  | A23       | Nueno-Saragozza                                 | E90, E804        |